# Zagreb Pride
Zagreb Pride är en årligen återkommande HBTQ-festival i Zagreb i Kroatien. Festivalen har hållits sedan år 2002 och äger årligen rum i juni månad. Den kulminerar med en prideparad i centrala Zagreb som sedan 2010-talet samlar tusentals deltagare. 
Zagreb Pride är avsedd att främja HBTQ-rättigheter och är sett till antalet deltagare en av de största festivalerna av sitt slag i sydöstra Europa. Den är en av två prider som årligen hålls i Kroatien. Den andra är Split Pride. 

## Beskrivning
Under prideveckan pågår kulturella evenemang runt om i Zagreb som kulminerar i en prideparad. Prideparaden går genom centrala Zagreb och avslutas vanligtvis i en av stadens centrala parker såsom Zrinjevac eller Ribnjak-parken. Till festivalens kulturella utbud hör olika aktiviteter såsom föreläsningar, konstutställningar, filmvisningar och uppträdanden. I samband med festivalen brukar Zagrebs stad uppmärksamma HBTQ-gemenskapen genom att hissa Regnbågsflaggan vid stadens centrala torg – Ban Jelačićs torg.
För att ge stöd åt manifestationen deltar vanligtvis framstående personligheter från det politiska etablissemanget eller kulturlivet i prideparaden. År 2018 deltog bland annat Kroatiens tidigare utrikesminister Vesna Pusić och det största oppositionella partiets ordförande Davor Bernardić i marschen.
Popgruppen E.N.I. är ett av de band som uppträtt på festivalen.

## Historik
Zagreb Pride har årligen arrangerats sedan år 2002. Den kallades inledningsvis Zagreb Gay Pride och var då den första prideparaden att hållas i Kroatien. Åren 2002–2003 organiserades festivalen av den lokala lesbiska föreningen Kontra och HBTQ-föreningen Iskorak. Sedan år 2008 arrangeras festivalen av föreningen Zagreb Pride.
De första prideparaderna under 2000-talets början kännetecknades av stor polisiär bevakning och även våldsanvändning från i synnerhet protesterande ungdomar och motståndare med konservativ livsåskådning. I takt med HBTQ-gemenskapens synliggörande och affirmation i det kroatiska samhället har motståndet minskat. Sedan år 2010 har prideparaderna inte mött nämnvärt motstånd eller protester.  
Sedan starten har festivalen tilldelats ett motto och ett tema.
| År   | Datum   | Festivalnamn                                                      | Motto                                                                                                  | Tema | Antal deltagare |
| ---- | ------- | ----------------------------------------------------------------- | --- | --- | --------------- |
| 2002 | 29 juni | Gay Pride Zagreb 2002                                             | Komma ut mot fördomar (Iskorak KONTRA Predrasuda)                                                      | Komma ut! | 350             |
| 2003 | 28 juni | Zagreb Pride 2003                                                 | Återigen stolt (Opet ponosno)                                                                          | Antidiskriminerande lagstiftning. | 300             |
| 2004 | 19 juni | Prideparaden Zagreb Pride 2004                                    | Vive la différence (Leve olikheterna/Živjela različitost)                                              | Homofobin inom katolska kyrkan och transpersoners rättigheter. | 300             |
| 2005 | 10 juli | Zg Pride 2005                                                     | Stolta tillsammans (Ponosne/i zajedno)                                                                 | Lagen om registrerat partnerskap. | 100             |
| 2006 | 24 juni | LGBTIQ-paraden Internacionala Pride 2006, Zagreb                  | Att leva fritt (Živ(j)eti slobodno)                                                                    | Mötesfrihet | 250             |
| 2007 | 7 juli  | LGBTIQ-paraden Zagreb Pride 2007                                  | Alla till Paraden! Allt på Paraden! (Svi na Pride! Sve na Pride!)                                      | LGBTIQ-personers synlighet och symboliskt övertagande av det offentliga rummet. | 400             |
| 2008 | 28 juni | LGBTIQ-paraden Zagreb Pride 2008                                  | Du har modet! (Imaš hrabrosti!)                                                                        | Styrkan i samhörighet. | 600             |
| 2009 | 13 juni | LGBTIQ-paraden Zagreb Pride för en öppen stad 2009 – Stonewall 40 | Delta! (Sudjeluj!)                                                                                     | Deltagande för att bygga en LGBTIQ-gemenskap. | 800             |
| 2010 | 19 juni | LGBTIQ-paraden Zagreb Pride 2010                                  | Kroatien kan svälja det (Hrvatska to može progutati)                                                   | Frihet att uttrycka sin sexualitet och sexuell variation. | 1 200           |
| 2011 | 18 juni | LGBTIQ-paraden Zagreb Pride 2011                                  | Framtiden är vår! (Budućnost je naša!)                                                                 | De tio första priderna och vad de bringar för framtiden. | 3 800           |
| 2012 | 16 juni | LGBTIQ-paraden Zagreb Pride 2012                                  | Vi har en familj, den tusenåriga kroatiska drömmen (Imamo obitelj, tisućljetni hrvatski san)           | LGBTIQ-familjer | 4 000           |
| 2013 | 15 juni | LGBTIQ- och familjeparaden Zagreb Pride 2013                      | Detta landet är för oss alla! (Ovo je zemlja za sve nas!)                                              | Protest mot namninsamling vars syfte är att få till en folkomröstning som initiativtagarna vill ska mynna i en grundlagsändring där äktenskapet definieras som ett förbund mellan man och kvinna. | 15 000          |
| 2014 | 14 juni | LGBTIQ- och familjeparaden Zagreb Pride 2014                      | På den rätta sidan i historien! (Na pravoj strani povijesti)                                           | Att vara på den rätta sidan i historien handlar om att ta ställning för sig själv och andra, att ta ställning för utsatta och marginaliserade grupper.                                            | 2 000           |
| 2015 | 13 juni | LGBTIQ- och familjeparaden Zagreb Pride 2015                      | Högre och djärvare – Antifascism utan kompromisser! (Glasnije i hrabrije – Antifašizam bez kompromisa) | Protest mot de då allt mer tilltagande högervindarna i det kroatiska samhället. | 5 000           |
| 2016 | 11 juni | LGBTIQ- och familjeparaden Zagreb Pride 2016                      | Ännu har Kroatien inte fallit! (Još Hrvatska ni propala!)                                              | Försvar av förvärvade HBTQ-rättigheter samt personliga och medborgerliga friheter för alla människor i Kroatien.                                                                                  | 7 000           |
| 2017 | 10 juni | LGBTIQ- och familjeparaden Zagreb Pride 2017                      | Ett fritt liv börjar med stolthet (Slobodan život počinje ponosom)                                     | Friheten att välja, jämställdhet, personlig säkerhet, social rättvisa, solidaritet. | 10 000          |
| 2018 | 9 juni  | LGBTIQ-personer och familjers parad Zagreb Pride 2018             | Länge leve genuset (Da nam živi, živi rod)                                                             | Protest mot politiker, självutnämnda experter och kleriker som tar sig friheten att definiera genus och andras identiteter.                                                                       | 3 253           |